# Promets-moi
Pour le roman du même titre, voir Promets-moi (roman).
Pour plus de détails, voir Fiche technique et Distribution.
Promets-moi (en serbe Завет, Zavet) est un film réalisé par Emir Kusturica. Le film a été projeté au 60e festival de Cannes et est sorti le 30 janvier 2008 en France.

## Synopsis
Tsane est un paysan serbe qui vit avec son grand-père. Ce dernier, qui souhaite assurer l'avenir de son petit-fils l'envoie vendre sa vache en ville. Avec l'argent, il doit acheter une icône, ramener un souvenir, et surtout, trouver une épouse. Il rencontre Jasna, une jeune fille d'une très grande beauté qu'un parrain local compte enlever afin de la faire travailler dans une maison close. Pour réussir, il sera aidé par deux frères, les petits enfants d'un bottier qu'a bien connu le grand-père de Tsane.

## Fiche technique
- Titre : Promets-moi
- Titre original : Завет (Zavet)
- Réalisation : Emir Kusturica
- Scénario : Emir Kusturica et Ranko Bozić
- Décors : Radovan Markovic
- Photographie : Milorad Glusica
- Montage : Svetolic Zajc
- Musique : Stribor Kusturica
- Société de production : Fidélité Productions
- Distribution : Wild Bunch Distribution
- Pays d'origine :  Serbie,  France
- Genre : Comédie romantique
- Langue : serbe
- Format : couleur
- Durée : 126 minutes
- Date de sortie : 2008

## Distribution
- Uros Milovanovic (VF : Kelyan Blanc) : Tsane
- Marija Petronijevic : Jasna
- Aleksandar Bercek : Zivojin Markovic (le grand-père)
- Predrag "Miki" Manojlović : Bajo
- Ljiljana Blagojevic : Bosa
- Ivan Maksimovic : Inspecteur
- Kosanka Djekic : Mère de Jasna
- Stribor Kusturica (VF : Philippe Valmont) : Topuz
- Vladan Milojevic : Runjo

## Distinctions

### Récompenses
- Prix de la découverte - Festival international du cinéma de Moscou 2007.